# Pseudomyrmex ethicus
Pseudomyrmex ethicus är en myrart som först beskrevs av Auguste-Henri Forel 1911.  Pseudomyrmex ethicus ingår i släktet Pseudomyrmex och familjen myror. Inga underarter finns listade i Catalogue of Life.